# André Ponsard
André Ponsard, né le 10 janvier 1923 à Dijon (Côte-d'Or et mort le 25 février 1990 dans la même ville,) est un professeur français de droit, spécialisé en droit civil et en droit international privé. Il fut aussi magistrat à la Cour de cassation pendant 16 ans (conseiller puis président de chambre).

## Biographie

### Formation
Il obtient son baccalauréat en 1939, à l'âge de 16 ans. Il s'inscrit en faculté de droit, où il obtient sa licence en 1942. Il reçoit en 1942 le premier prix du Concours général des facultés de droit. Il devient avocat stagiaire et le restera jusqu'en 1946.
Il obtient un Diplôme d'études supérieures de droit romain et d'histoire du droit en 1943 ; il obtient un Diplôme d'études supérieures de droit privé en 1944.
Il soutient sa thèse de droit privé en 1946, avec mention très bien (prix Ganzin, prix Parisot). Le sujet est : Les donations indirectes en droit civil français.
Il est chargé de cours à la faculté de droit de Dijon de 1947 à 1949.

### Professeur de droit
Il réussit le concours d'agrégation de droit privé en 1949. Il est alors nommé professeur à l'université de droit de Hanoï.
Il est nommé professeur de droit à la faculté de droit de Dijon le 1er octobre 1955 ; il y enseignera jusqu’en 1973.
Il est détaché à l’Institut des hautes études françaises en Égypte (1955-1956). De 1965 à 1973, il est directeur du Centre d'études judiciaires puis de l'Institut d'études judiciaires de Dijon.
Le 1er janvier 1971, il est promu professeur de droit de classe exceptionnelle.

### Magistrat à la Cour de cassation
Le 1er août 1973, il est nommé conseiller à la Cour de cassation, affecté à la première chambre civile.
Durant une année (1988-1989), il est président de la première chambre civile de la Cour de cassation. Il prend sa retraite en 1989, à l’âge de 67 ans.

## Autres activités
- 1980 : membre du jury du concours d'agrégation de droit privé.
- 1984 à 1987 : président du Comité français de droit international privé.

## Travaux

### Ouvrages de droit civil
- Les donations indirectes en droit civil français, thèse, 1946.
- 7e édition du tome 1 du Droit civil par Aubry et Rau, 1964.
- 7e édition du tome 6 (Contrats civils divers, quasi-contrats), in Droit civil par Aubry et Rau, 1975.
- 7e édition du tome 7 du Droit civil français par Aubry et Rau, 1962.
- 7e édition du tome 8 (Régimes matrimoniaux), in Droit civil par Aubry et Rau, 1973.
- Vérité et justice (La vérité et le procès), rapport français dans Travaux de l'Association Henri Capitant, journées canadiennes, 1987, p. 673-694.
- La technique de la cassation : pourvois et arrêts en matière civile, 1989.

## Distinctions honorifiques
- Officier de la Légion d'Honneur.
- Commandeur de l'ordre national du Mérite.
- Commandeur des Palmes Académiques.

## Hommage
: ouvrage ayant servi à rédiger cet article
- Mélanges en l’honneur d’André Ponsard : La Cour de cassation, l’Université et le Droit, éditions du JurisClasseur, 2003.